# Globoendothyridae
Globoendothyridae es una familia de foraminíferos bentónicos de la Superfamilia Tournayelloidea, del Suborden Fusulinina y del Orden Fusulinida. Su rango cronoestratigráfico abarca desde el Fammeniense superior (Devónico superior) hasta el Viseense medio (Carbonífero inferior).

## Discusión
Algunas clasificaciones más recientes incluyen Globoendothyridae en el Suborden Tournayellina, del Orden Tournayellida, de la Subclase Fusulinana y de la Clase Fusulinata.

## Clasificación
Globoendothyridae incluye a las siguientes subfamilias y géneros:
- Subfamilia Eblanainae
  - Eblanaia †
- Subfamilia Globoendothyrinae
  - Carbotarima †
  - Eoendothyranopsis †, también considerado en la Familia Endothyridae
  - Globoendothyra †, también considerado en la Familia Endothyridae
  - Planogloboendothyra †